# Adam Curtis
Adam Curtis (n. 26 mai 1955, Dartford, Anglia, Regatul Unit) este un producător de filme documentare britanic care a lucrat în cursul  carierei sale în televiziune ca scriitor, producător, director și narator. Este recunoscut pentru documentarele sale care exprimă clar (și câteodată controversat) ideile despre subiectul lor.

## Producții
1988: An Ocean Apart
1992: Pandora's Box examinează pericolele rațiunii tehnocratice și politice. Câștigător al premiului BAFTA 'Best Factual Series'.  Arhivat în 1 septembrie 2005, la Wayback Machine.
1995: The Living Dead
1996: 25 Million Pounds un studiu despre Nick Leeson și despre prăbușirea băncii Barings. 

Link către Google Video: 25 Million Pounds (52 min) Arhivat în 27 februarie 2011, la Wayback Machine.
1997: The Way of All Flesh spune povestea lui Henrietta Lacks, "femeia care nu va muri niciodată". Câștigător al premiului Golden Gate Award în 1997.  Arhivat în 22 octombrie 2007, la Wayback Machine.

Link către Google Video: The Way of All Flesh (53 min) Arhivat în 8 februarie 2010, la Wayback Machine.
1999: The Mayfair Set este o serie de documentare despre influența piraților capitaliști din Marea Britanie asupra a mai multor societăți. Câștigător al premiului BAFTA 'Best Factual Series' în 2000.
2002: The Century Of The Self (BBC Two) este o serie de documentare semnată Adam Curtis despre cum cei aflați la putere au folosit ideile lui Sigmund Freud pentru încercarea de a controla periculosul public în zilele democrației în masă.

Link către Google Video: The Century Of The Self - Happiness Machines - Partea 1 - (58 min) Arhivat în 17 aprilie 2011, la Wayback Machine.

Link către Google Video: The Century Of The Self - The Engineering of Consent - Partea 2 - (58 min) Arhivat în 17 aprilie 2011, la Wayback Machine.

Link către Google Video: The Century Of The Self - There is a Policeman Inside All Our Heads: He Must Be Destroyed - Partea 3 - (58 min) Arhivat în 17 aprilie 2011, la Wayback Machine.

Link catre Google Video: The Century Of The Self - Eight People Sipping Wine in Kettering - Partea 4 - (58 min) Arhivat în 17 aprilie 2011, la Wayback Machine.
2004: The Power of Nightmares (BBC Two) compară ascensiunea, originile și similitudinile mișcării neo-conservatoare cu cele ale mișcării islamismului radical, argumentând că forma celei din urmă de forță organizată a distrugerii este un mit creat de politicieni în mai multe țări în încercarea de a-și uni și inspira oamenii. A primit premiul BAFTA 'Best Factual Series' în 2004.

Link către Google Video: The Power of Nightmares - Baby It's Cold Outside - Partea 1 - (59 min) Arhivat în 4 iunie 2011, la Wayback Machine.

Link către Google Video: The Power of Nightmares - The Phantom Victory - Partea 2 - (59 min) Arhivat în 8 februarie 2010, la Wayback Machine.

Link către Google Video: The Power of Nightmares - The Shadows In The Cave - Partea 3 - (59 min) Arhivat în 12 octombrie 2009, la Wayback Machine.
2007: The Trap - What Happened to our Dream of Freedom (BBC Two - titlu alternativ Cold Cold Heart), este o serie de documentare despre conceptul modern al libertății. 

Link către Google Video: The Trap: What Happened to Our Dream of Freedom - Fuck You Buddy - Partea 1 - (59 min) Arhivat în 17 aprilie 2011, la Wayback Machine.

Link către Google Video: The Trap: What Happened to Our Dream of Freedom - The Lonely Robot - Partea 2 - (59 min) Arhivat în 17 aprilie 2011, la Wayback Machine.

Link către Google Video: The Trap: What Happened to Our Dream of Freedom - We Will Force You To Be Free - Partea 3 - (59 min) Arhivat în 17 aprilie 2011, la Wayback Machine.
2007: Curtis a prezentat un scurt-metraj despre jurnalism cu stilul lui unic pentru programul de pe BBC Four, Charlie Brooker's Screenwipe. 

Link către YouTube: The Rise and Fall of the TV Journalist (4 min)
2009: Curtis a asigurat încă un mini-documentar pentru Charlie Brooker și noua lui emisiune Newswipe, de această dată concentrându-se pe creșterea "Oh Dear"-ismului. 

Link către YouTube: Ohdearism (9 min)